# Vuelo 3943 de China Southern Airlines
El Vuelo 3943 de China Southern Airlines fue un vuelo de China Southern Airlines desde el antiguo aeropuerto internacional de Guangzhou Baiyun, Guangzhou al Aeropuerto de Guilin Qifengling, Guilin en China que se estrelló el 24 de noviembre de 1992. Se accidentó durante el descenso al aeropuerto de Guilin, matando a las 141 personas que viajaban a bordo.

## Aeronave
El avión implicado en el accidente fue un Boeing 737-3Y0, registro B-2523, que contaba con dos motores CFMI CFM56-3B-1. Con número de serie 24913, efectuó su primer vuelo el 10 de mayo de 1991 y fue entregado directamente desde fábrica a China Southern Airlines el 23 de mayo del mismo año. El aparato tenía una antigüedad de poco más de 18 meses en el momento del accidente, y había operado durante 4.165 horas y 3.153 vuelos.

## Accidente
El vuelo 3943 partió de Guangzhou para efectuar un vuelo de 55 minutos hasta Guilin. Durante el descenso hacia Guilin, a una altitud de 7000 pies (2133,6 m), el capitán intentó estabilizar el avión elevando el morro. El empuje automático del avión estaba activado durante el descenso, pero la tripulación no se percató de que el motor número 2 se había quedado al ralentí. Esto provocó que se diese una situación de potencia asimétrica. El avión comenzó a girar a la derecha, y la tripulación no fue capaz de recuperar el control. A las 07:52, el avión impactó contra una montaña en una zona despoblada de la región de Guangxi. En aquel momento, se trataba del peor accidente mortal del Boeing 737-300, así como el peor accidente aeronáutico en suelo chino; En junio de 2013, permanecía todavía como el segundo peor accidente en ambas categorías, solamente por detrás del vuelo 604 de Flash Airlines, y del vuelo 2303 de China Northwest Airlines, respectivamente. Es también el accidente más mortal en el que haya estado implicado un avión de China Southern Airlines.

## Nacionalidades
Había 141 personas a bordo, de los que 133 fueron pasajeros. Las nacionalidades de las personas que viajaban a bordo de la aeronave fueron las siguientes:
| Nacionalidad | Pasajeros | Tripulación |
| ------------ | --------- | ----------- |
| Canadiense   | 1         | —           |
| Macaense     | 1         | —           |
| Española     | 2         | —           |
| China        | 120       | 8           |
| Taiwanesa    | 9         | —           |
| Total        | 133       | 8           |